# Roger Avary
Roger Avary (Flin Flon, 23 augustus 1965) is een Canadees scenarioschrijver en regisseur. Hij heeft samengewerkt met Quentin Tarantino aan de cultfilm Pulp Fiction (1994). Hij heeft samen met Tarantino hiervoor een Oscar voor beste originele scenario gewonnen bij de 67ste Oscaruitreiking. Hij is ook de schrijver en producent van de film Killing Zoe uit 1993, dit was zijn eerste grote film waar hij ook een prijs voor heeft gewonnen op het Yubari International Fantastic Film Festival in 1994.
In 2019 schreef en regisseerde Avary het vervolg op Killing Zoe, de actiefilm Lucky Day. De andere films waar Avary regisseerde en het scenario voor (mee)schreef zijn Mr. Stitch (1995), The Rules of Attraction (2002) en Glitterati (2004), Hij was (co)scenarist voor Silent Hill (2006) en Beowulf (2007). Hiernaast heeft hij de pilot van Odd Jobs (1997) gemaakt en als showrunner 13 afleveringen van het tweede seizoen uit 2012 van XIII: The Series geproduceerd.
Avary heeft ook achtergrondrollen in eerder werk van Tarantino: My Best Friend's Birthday (1987), Reservoir Dogs (1992) en True Romance (1993). In Reservoir Dogs was hij verantwoordelijk voor het radio-dialoog. Voor True Romance is hij samen met Tarantino scenarioschrijver geweest.
In 2008 kreeg Avary een auto-ongeluk waarbij een vriend van hem overleed. Avary bleek te hebben gereden onder invloed en werd beschuldigd van doodslag. Hij kreeg een jaar gevangenisstraf maar mocht overdag wel blijven werken. Vanuit de gevangenis stuurde hij tweets over het leven in gevangenschap. Hierna werd Avary uit veiligheidsoverwegingen overgebracht naar een reguliere gevangenis.